# George Finnegan
George V. Finnegan  (?, Califòrnia, setembre de 1881 - San Francisco, Califòrnia, 28 de febrer de 1913) va ser un boxejador estatunidenc de primers del segle xx. És un dels únics quatre boxejadors en la història dels Jocs Olímpics que ha guanyat dues medalles olímpiques en dos pesos diferents en uns mateixos Jocs.
El 1904 va prendre part en els Jocs Olímpics de Saint Louis. Disputà dues categories, la de pes mosca i pes gall, guanyant l'or en el pes mosca i la plata en el pes gall.